# Kenneth Miller
Kenneth R. Miller (1948) é um biólogo norte-americano e professor da Brown University. Ele é um católico convícto e conhecido por sua posições contrárias ao criacionismo e ao Intelligent Design.